# Де Сакко, Джузеппе
Джузеппе де Сакко (итал. Giuseppe de Sacco; 1735, Верона, Италия — 1798, Гродно, Беларусь) — один из крупнейших архитекторов развитого барокко и классицизма, работавших на территории современной Беларуси, в XVIII веке. Придворный архитектор короля Станислава Августа Понятовского.
 Также работал в других регионах Речи Посполитой. В творчестве выделяются ансамбли дворцово-парковых резиденций.

## Биография
В 1768 году Джузеппе де Сакко был приглашён в Варшаву, где занимался художественным катафалком (сastrum doloris)  королевы Марии Лещинской и проектом перестройки костёла святого Яна.

В 1771 году стал архитектором Скарбовой комиссии ВКЛ. Был рекомендован гродненскому старосте Антонию Тизенгаузу и принят на службу, в качестве архитектора королевских имений (Baudirektor) в ВКЛ. Именуется также "Архитектором Его Королевской Милости в  Гродно". В Речи Посполитой Сакко получает ряд воинских званий ВКЛ, а в 1775 году — шляхетство.

Приступив к работе в Гродно, Сакко разрабатывает проекты многочисленных зданий Городницы: градостроительного ансамбля, являвшегося частью амбициозного экономического проекта мецената Антония Тизенгауза, призванного поднять экономику региона и приблизить уровень социальной жизни к лучшим европейским образцам. В ансамбль Городницы входил и главный "экономический" дворец, известный как дворец Тизенгауза, над которым также работал Сакко. Кроме того, Сакко создаёт несколько королевских усадеб вокруг Гродно и занимается реконструкцией королевского Нового замка, построенного для короля Августа III.
В 70-х и 80-х годах XVIII века участвует в проектных работах для важнейших зданий Вильни - Кафедральном костёле и ратуше.
В 1770-1795 годах Джузеппе де Сакко выполнил ряд заказов местных магнатов, спроектировав несколько известных дворцово-парковых ансамблей, в частности: Святский дворец магнатов Воловичей, Щорсовский дворец Хрептовичей, и, предположительно, дворец Тизенгауза в Поставах, кроме того, предполагается участие этого зодчего в реконструкции городской резиденции Тизенгаузов в Вильне.
Известно, что Сакко был членом гродненской масонской ложи.
Архитектор умер в 1798 году, согласно одной из гипотез: в собственном особняке, известном как гродненский дом масонов. Существует также мнение, что особняк, известный как дом масонов, никогда не принадлежал архитектору.
Зодчий похоронен в Гродно, на фарном католическом кладбище. Могила Сакко не сохранилась. 

## Стиль
По мнению некоторых специалистов, работы Сакко стоит относить к собственному стилю зодчего, который можно именовать "сакковским классицизмом" или "сакковским стилем" .В польском искусствоведении подобный стиль, созданный королевскими зодчими, называют станиславовским. Известно, что Сакко испытывал влияние различных современных ему мастеров, в частности братьев Адам. Влияния так называемого стиля Адам прослеживается, среди прочего, в интерьере Святского дворца.
Отличительными особенностями работ Сакко является смешение развитого барокко (но не рококо) и классицизма. Минимальный декор, с предпочтением дорическому ордеру. Плоскостная трактовка фасадов, обычно без развитых портиков, простые пилястры и лопатки, филёнки, пилоны вместо круглых колон. Для стиля характерно отсутствие большого количества сложной лепнины на фасадах. Строгость и лаконичность, но при этом хорошие пропорции, придающие постройкам живописность.
Интерьеры украшены достаточно богато. Коринфские колонны и пилястры, розетки, простые гирлянды, сложная лепнина карнизов с дентикулами и кронштейнами, орнаменты, иногда сложная роспись. Некоторые решения интерьеров, как например, «Королевский зал» дворца в Мосаре, отличались особым богатством. Для интерьеров характерно сочетания барокко и классицизма, аналогичное внешнему декору.

## Работы
| #  | Изображение | Название                                                                                 | Примечания            | Расположение       | Дата      |
| -- | ----------- | ---------------------------------------------------------------------------------------- | --------------------- | ------------------ | --------- |
| 1  |             | Дворец в Цёнжени (предположительное авторство)                                           | Сохранился            | Цёнжень · Польша   | XVIII век |
| 2  |             | Дворец Хрептовичей в Щорсах                                                              | Не сохранился         | Щорсы · Беларусь   | XVIII век |
| 3  |             | Театр Понятовского                                                                       | Сохранился            | Гродно · Беларусь  | XVIII век |
| 4  |             | Ансамбль площади Тизенгауза, включающий Кривую официну                                   | Сохранился            | Гродно · Беларусь  | XVIII век |
| 5  |             | Дворец Тизенгауза в Гродно                                                               | Не сохранился         | Гродно · Беларусь  | XVIII век |
| 6  |             | Святский дворец                                                                          | Сохранился            | Святск · Беларусь  | XVIII век |
| 7  |             | Станиславово (усадьба)                                                                   | Сохранилась           | Гродно · Беларусь  | XVIII век |
| 8  |             | Дмитриевская церковь                                                                     | Частичная сохранность | Щорсы · Беларусь   | XVIII век |
| 9  |             | Дворец Валицкого                                                                         | Сохранился            | Гродно · Беларусь  | XVIII век |
| 10 |             | Дворец Четвертинских                                                                     | Сохранился            | Гродно · Беларусь  | XVIII век |
| 11 |             | Дворец Тизенгауза в Поставах                                                             | Сохранился            | Поставы · Беларусь | XVIII век |
| 12 |             | Усадьба Августово                                                                        | Не сохранилась        | Гродно · Беларусь  | XVIII век |
| 13 |             | Усадьба Понемунь                                                                         | Частичная сохранность | Гродно · Беларусь  | XVIII век |
| 14 |             | Алтари и амвон в интерьере бернардинского костёла в Гродно (предположительное авторство) | Сохранился            | Гродно · Беларусь  | XVIII век |
| 15 |             | Мосарский дворец                                                                         | Не сохранился         | Мосар · Беларусь   | XVIII век |